# جری لیسی
جری لِـیسی (انگلیسی: Jerry Lacy؛ زادهٔ ۲۷ مارس ۱۹۳۶) بازیگر اهل ایالات متحده آمریکا است.
از فیلم‌ها یا مجموعه‌های تلویزیونی که وی در آن‌ها نقش داشته است، می‌توان به دوباره بنواز، سام و مک‌کلاود اشاره نمود.